# آلیگیره نوسکزه
آلیگیـِره نوسکـِزه (ایتالیایی: Alighiero Noschese؛ ‏ تلفظ ایتالیایی: [aliˈɡjɛ:ro noˈske:ze, -e:se]؛ ‏ ۲۵ نوامبر ۱۹۳۲ – ۳ دسامبر ۱۹۷۹) بازیگر اهل ایتالیا بود.
از فیلم‌ها و مجموعه‌های تلویزیونی که وی در آن نقش داشته‌است، می‌توان به بوکاچو و دکتر آنتونیو اشاره کرد.
وی همچنین برندهٔ جوایزی همچون نشان شایستگی از جمهوری ایتالیا شده‌است.